# Emmendorf
Emmendorf település Németországban, azon belül Alsó-Szászország tartományban. Lakosainak száma 733 fő (2023. december 31.).

## Népesség
A település népességének változása:
| Lakosok száma | 731  | 707  | 704  | 707  | 732  | 733  |
|               | 2016 | 2017 | 2019 | 2021 | 2022 | 2023 |